# Большой Дор (Буйский район)
Большой Дор — деревня в Буйском районе Костромской области. Входит в состав Центрального сельского поселения.

## География
Находится в западной части Костромской области на расстоянии приблизительно 16 км на юг-юго-запад по прямой от районного центра города Буй у речки Письма.

## История
В 1872 году здесь (тогда деревня Дор Шабалин) было учтено 30 дворов, в 1907 году — 47.

## Население
Постоянное население составляло 149 человек (1872 год), 192 (1897), 254 (1907), 219 в 2002 году (русские 97 %), 156 в 2022.

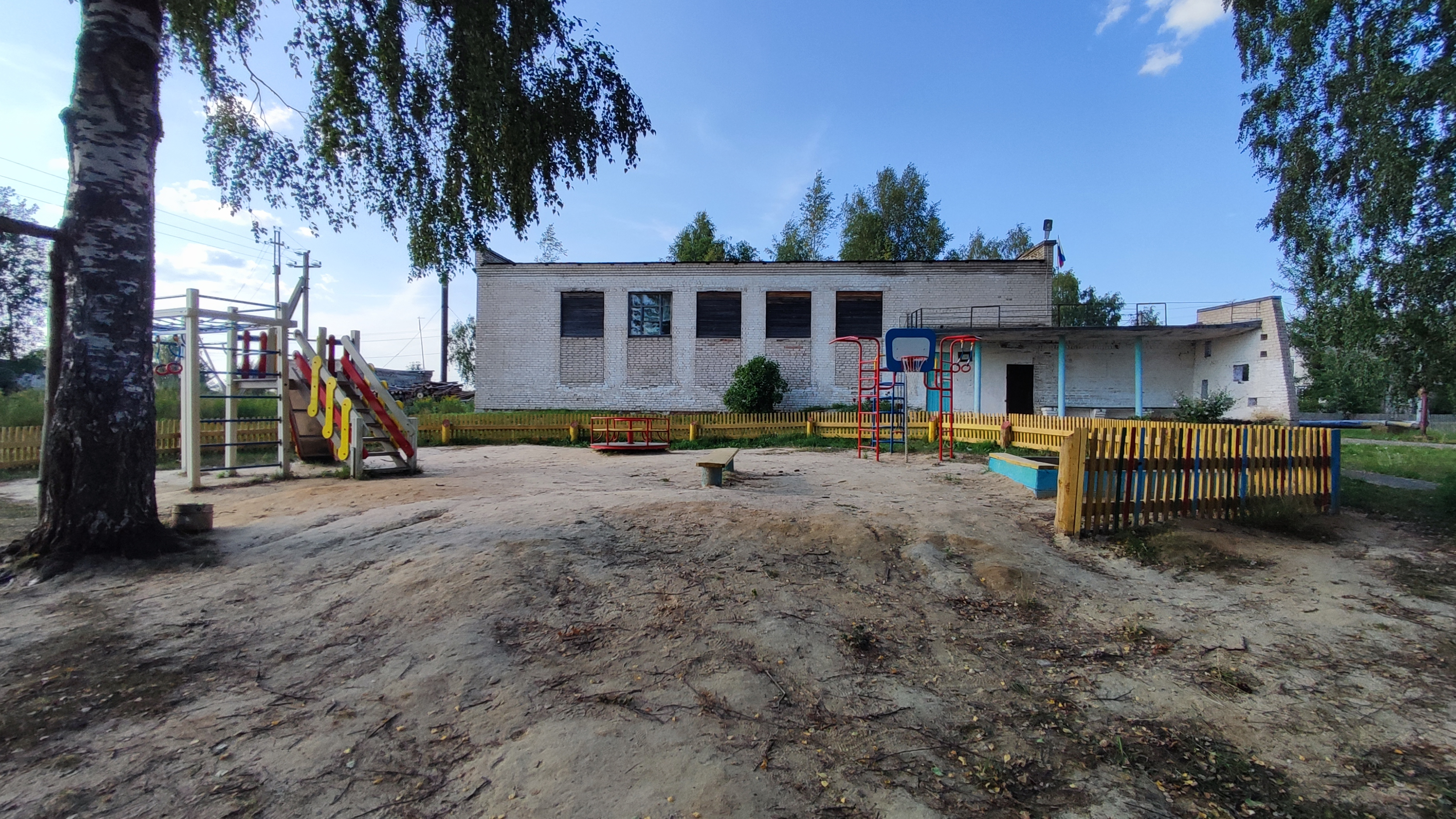
Клуб и детская площадка в деревне Большой Дор

## Инфраструктура
В деревне есть магазин, клуб, амбулатрный пункт, отделение почты и школа. Рядом с магазином и клубом есть детская площадка.

## Памятники
У клуба находится памятник воинам Великой Отечественной войны.

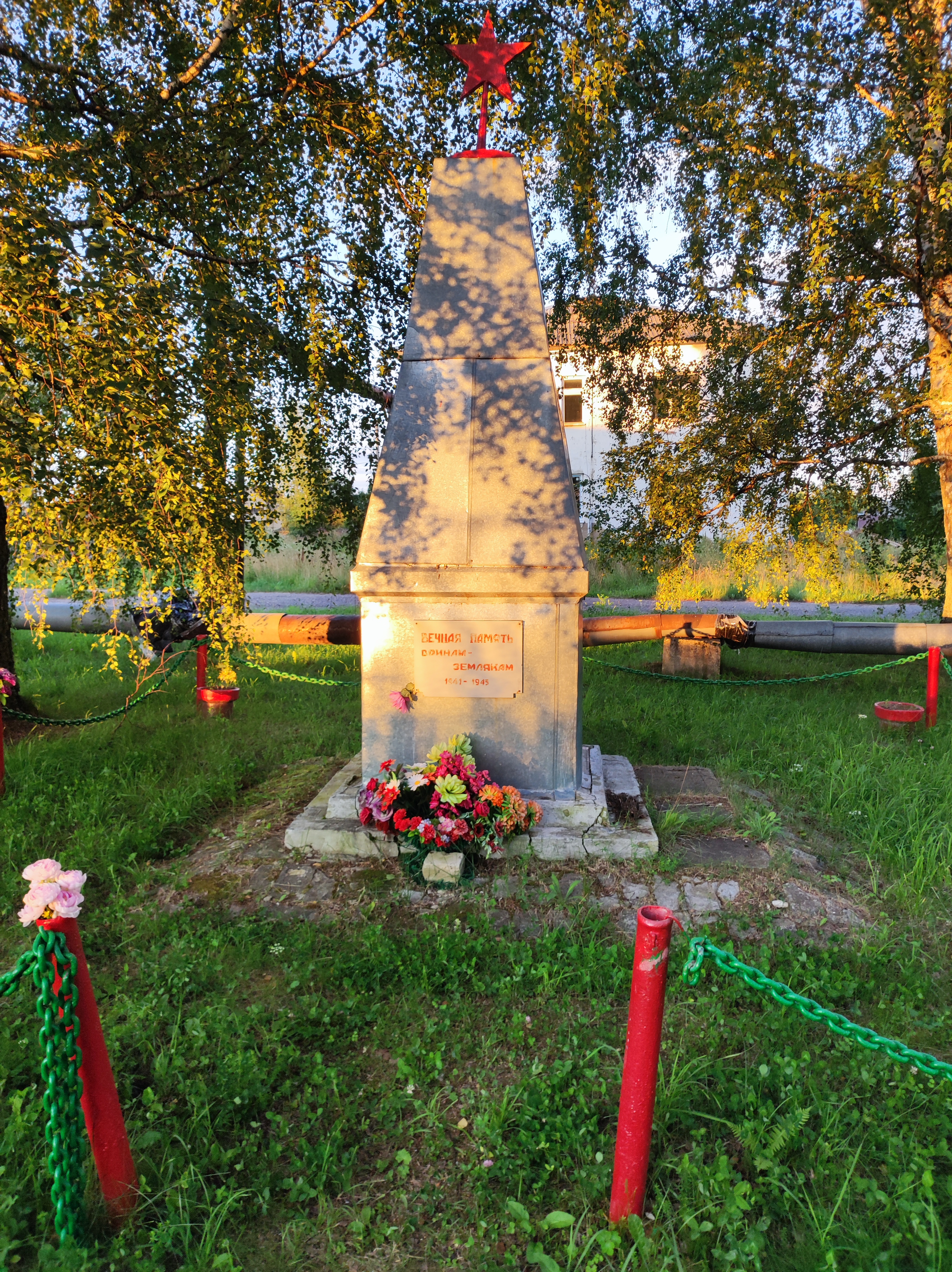
Памятник воинам Великой Отечественной войны